# Triclistus obsoletus
Triclistus obsoletus är en stekelart som beskrevs av Kusigemati 1984. Triclistus obsoletus ingår i släktet Triclistus och familjen brokparasitsteklar. Inga underarter finns listade i Catalogue of Life.